# Chronotachygraphe
Pour les articles homonymes, voir Mouchard.

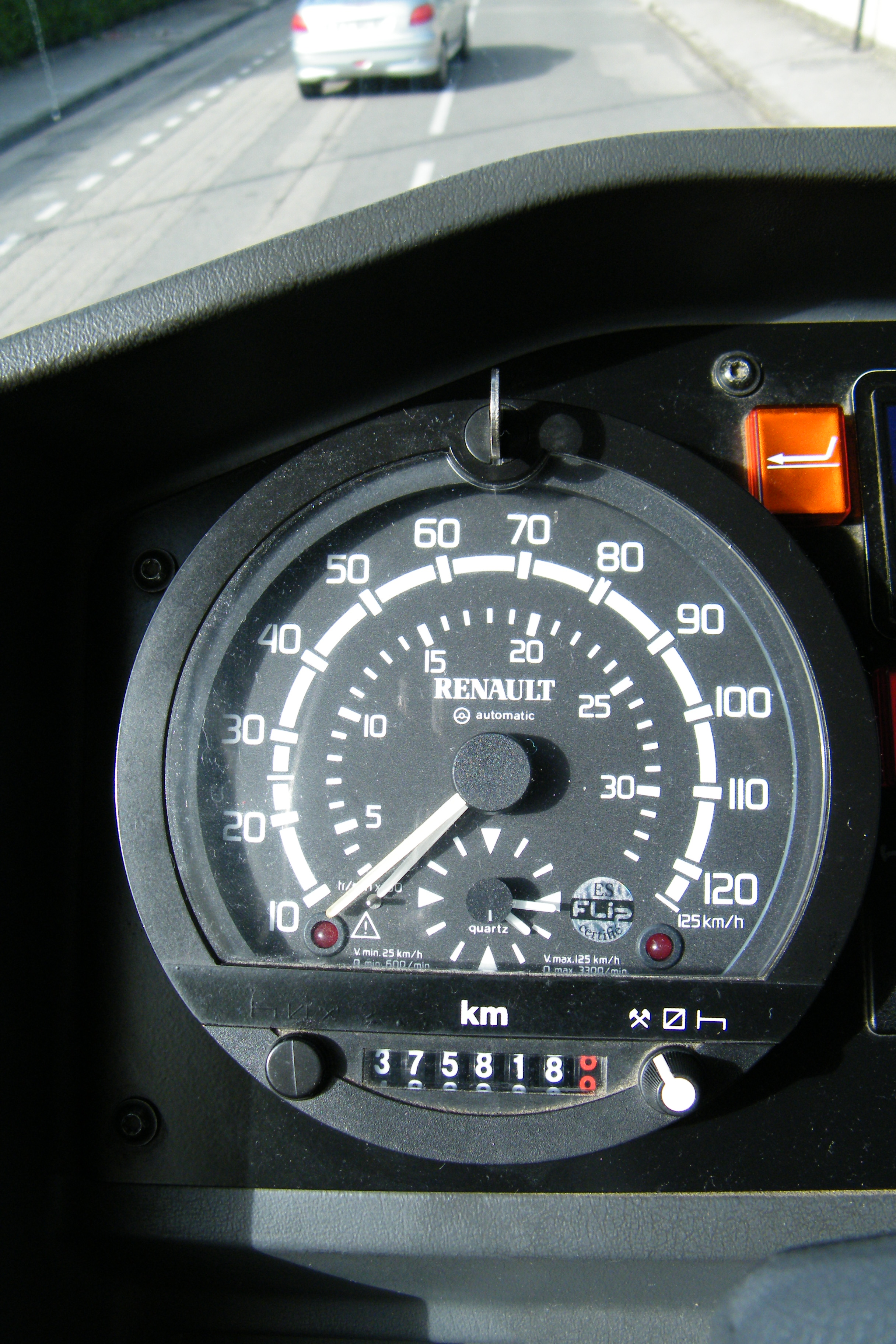
Chronotachygraphe analogique (à disque), ancien modèle, sur un autocar.

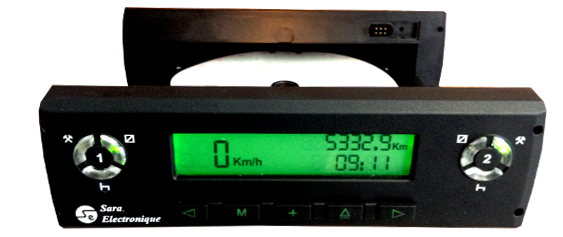
Chronotachygraphe électronique (à disque) SE2306.

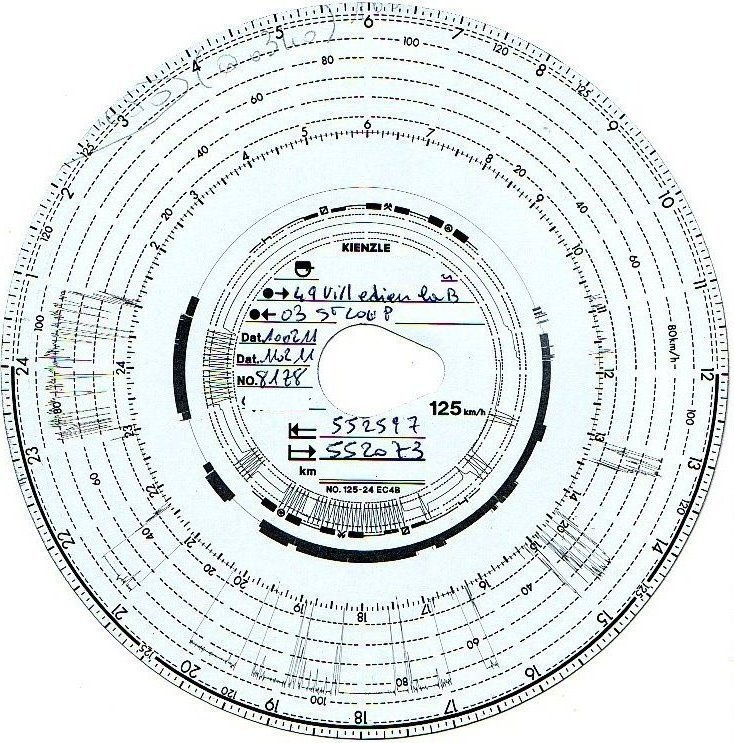
Disque de chronotachygraphe de poids-lourd.

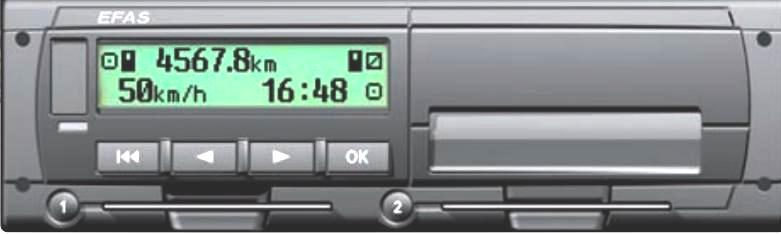
Chronotachygraphe numérique (à carte) EFAS.

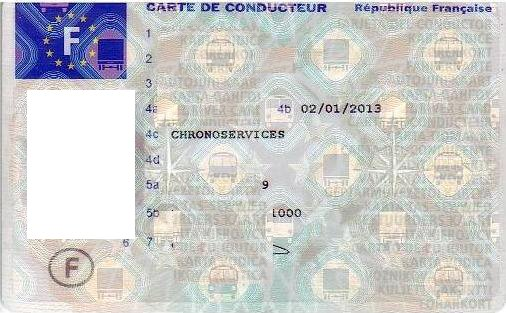
Carte numérique.

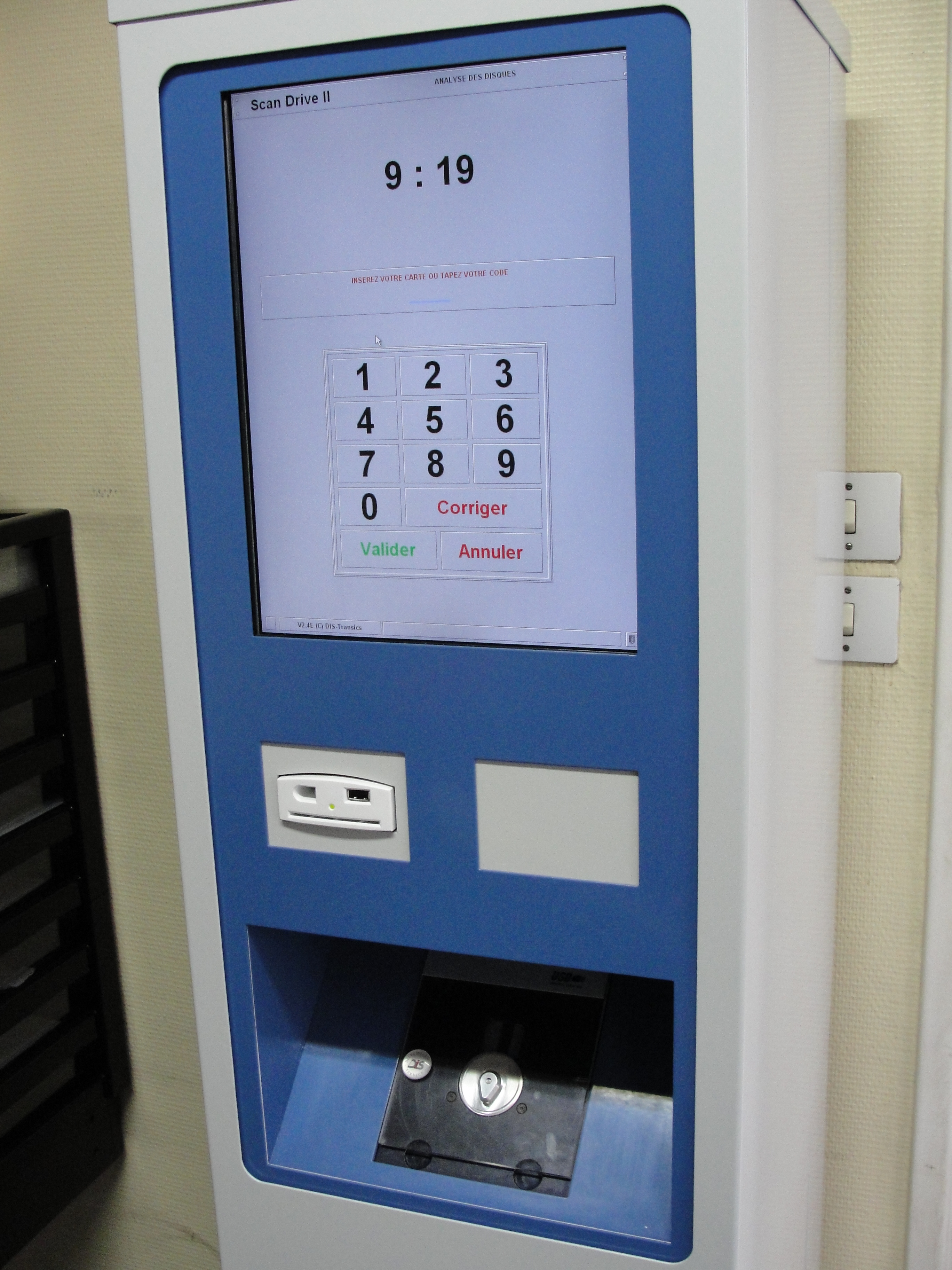
Borne de lecture de cartes et de disques chronotachygraphes.

Le chronotachygraphe est un appareil électronique enregistreur de vitesse, de temps de conduite et d'activités (conduite, travail, disponibilité et repos) installé dans un véhicule de transport routier.
Dans sa version analogique utilisant des disques papiers, la vitesse instantanée du véhicule est enregistrée en regard de l'heure courante. Par une lecture facile, il permet aux conducteurs et aux exploitants de connaître la vitesse suivie, les temps d'arrêt (coupures réglementaires), les temps de conduite ainsi que tous les temps de travail ou de disponibilité, dont le total donnera le temps de service. Il permet de veiller au respect des temps de pause, de repos quotidiens et hebdomadaires prescrits par les textes législatifs ainsi qu'au respect des temps de conduite maximaux.

## Historique
Les premiers tachygraphes ont été ferroviaires, avant 1900, comme le Flaman qui mettait en évidence la régularité de la conduite et le respect de la signalisation plus que les temps de conduite.
L'ingénieur allemand Otto Schulze de Strasbourg dépose un brevet (DRP 146134) pour son premier tachymètre à courants de Foucault auprès de l'Office impérial des brevets de Berlin le 7 octobre 1902. Son brevet est repris par l'entreprise française Édouard Seignol.
Le chronotachygraphe (appelé communément « tachygraphe ») appliqué aux véhicules professionnels fait son apparition en 1909 dans un taxi lausannois (Suisse).

## Caractéristiques
L'enregistrement se fait sur des disques de papier (tachygraphe analogique) ou dans la puce de la carte conducteur (tachygraphe numérique). Le disque (ou la carte) est nominatif, attaché à chaque conducteur, et c'est le temps de service personnel sur la journée qui peut être contrôlé (le temps de conduite journalière est de 9 heures et 2 fois 10 heures par semaine, le temps de conduite continu maximum est de 4 heures 30 suivi d'une pause de 45 minutes minimum obligatoires prise en une seule fois ou deux fois d'abord 15 minutes puis 30 minutes, le temps de travail continu avec la conduite est de 6 heures maximum suivi d'une pause de 30 minutes ou 9 heures suivi de 45 minutes minimum obligatoires).
Cet appareil est obligatoire sur les véhicules de transports de marchandises de plus de 3,5 tonnes et de voyageurs (de plus de neuf places assises quel qu'en soit le tonnage) depuis 1972.
Aujourd'hui le contrôle porte sur la journée en cours et les 28 jours précédents et vise à s'assurer du respect des temps de conduite et de repos.
A partir du 31 décembre 2024, ce contrôle portera sur la journée en cours et les 56 jours précédents.
A partir du 1er juillet 2026, les véhicules de plus de 2,5 tonnes et réalisant une opération de transport international ou de cabotage seront également soumis à l'installation et l'utilisation du chronotachygraphe.

## Le chronotachygraphe numérique
L'installation d'un chronotachygraphe numérique (UEV : Unité Embarquée du Véhicule) est obligatoire sur les véhicules immatriculés à partir du 1er mai 2006, ainsi qu'en remplacement d'un chronotachygraphe analogique en panne, conformément au § 2 de la circulaire du 26 avril 2006, sur les véhicules de transport de personnes de plus de 9 places assises (conducteur compris) et sur les véhicules de transport de marchandises ayant un poids maximal (entendue un poids total autorisé en charge ou « PTAC » ou, si inscrit sur le certificat d’immatriculation, un poids total roulant autorisé « PTRA ») de plus de 12 tonnes immatriculés depuis le 1er janvier 2003 (si véhicule non « ADR » et si cela reste techniquement réalisable en fonction de certificat émanent des constructeurs du véhicule).
En imposant ce système et une réglementation européenne régie par l'annexe 1B du règlement CE 3821/85, l'Union européenne veut faciliter le contrôle des temps de conduite et de repos ainsi que diminuer la possibilité de manipulation frauduleuse.
C'est ainsi que la réglementation impose un contrôle de ces appareils tous les 2 ans par des sociétés ayant reçu l'agrément de leur Etat membre.
Le système repose sur un appareil enregistreur scellé et installé par un personnel agréé. Il doit comporter un système de stockage permanent et inviolable ainsi qu'une imprimante. Les transferts de données se font par cartes à puces interopérables entre fabricants de système et pays. Il peut être (souvent en réalité) installé en sortie de chaîne de montage et étalonné en centre agréé.
Le chronotachygraphe électronique est un boîtier, de la taille d'un autoradio, comprenant deux lecteurs de cartes, un sélecteur d'entrée manuelle, un écran d'affichage et une imprimante.
Relié de façon sécurisée au capteur de mouvement, le chronotachygraphe électronique enregistre les données relatives à l'utilisation du véhicule pendant environ 12 mois :
- identification du véhicule ;
- paramètres des étalonnages successifs ;
- identité du ou des conducteur(s) et numéro de carte correspondant ;
- date et heure d'insertion et d'extraction de la carte conducteur ;
- statut de conduite ;
- activité du conducteur et le cas échéant de l'équipier (convoyeur) ;
- localisation de début et de fin de journée ;
- distance parcourue ;
- événements et anomalies ;
- identité des agents/corps de contrôle, dates de contrôle(s) ;
- identité de l'atelier, date d'étalonnage.

Le chronotachygraphe électronique permet par ailleurs l'impression des données d'activités de façon synthétique.
Constatant qu'il est relativement simple de neutraliser cet appareil de contrôle, le règlement 3821/85 est modifié en 2009 pour ajouter de nouvelles sécurités:
- Ajout d'une seconde source de mouvement indépendante destinée à corroborer les informations du chronotachygraphe
- Protection du capteur de mouvement contre le champ magnétique produit par un aimant

Ces modifications entrent en application pour les véhicules dont l'appareil de contrôle a été activé à partir du 1er octobre 2012.
Deux nouvelles modifications sont apportées pour les véhicules nouvellement immatriculés à partir du 15 juin 2019:
- Géolocalisation du véhicule en début et fin de journée ainsi que toutes les 3 heures de conduite cumulées
- Installation d'une antenne DSRC permettant un filtrage à distance des véhicules par les autorités chargés du contrôle

Quatre cartes à puce relèvent les données contenues dans la mémoire :
La carte de conducteur
Elle est de couleur blanche et enregistre toutes les activités du conducteur, les données légales au format C1B de cette carte doivent être téléchargées tous les 28 jours minimum. Elle peut stocker les différentes activités du conducteur pendant 12 mois environ suivant le type de conduite. Personnelle, elle est délivrée par l'autorité de délivrance sous contrat de service public où le conducteur possède sa résidence normale (mini 185 jours par an dans le pays considéré pour être résident). Cette carte s'utilise chaque jour d'activité sur tout véhicule équipé d'un chronotachygraphe électronique. Sa durée de validité est fixée à 5 ans. Grâce à l'interopérabilité du système, la carte de conducteur est lisible par tout chronotachygraphe électronique homologué.
La carte entreprise
Elle est de couleur jaune et permet de lire et télécharger les données enregistrées dans la mémoire des chronotachygraphes électroniques équipant les véhicules de l'entreprise. Elle permet au moment de la prise en main d'un véhicule, de créer les sessions de transport propres à chaque exploitant du véhicule en verrouillant le chronotachygraphe au nom de la société utilisatrice. La carte permet aussi de déverrouiller le chronotachygraphe au moment de la restitution ou de la revente du véhicule. L'exemple le plus simple est le cas de location de véhicules sans chauffeur (les données correspondantes n'étant alors accessibles et téléchargeables que par l 'entreprise ayant créé la session). Une entreprise peut acheter autant de cartes que de besoin. Délivrée par l'État membre où l'entreprise est installée, la carte entreprise est valable 5 ans.
La carte atelier
Elle est de couleur rose et est utilisée pour l'étalonnage et la maintenance des chronotachygraphes, uniquement par les ateliers agréés par le ministère délégué à l'Industrie (DIRECCTE). C'est la seule carte qui peut configurer l'appareil numérique. Sa durée de validité est fixée à 1 an.
La carte contrôleur
Elle est de couleur bleue et permet de télécharger les données enregistrées par le chronotachygraphe. Elle est délivrée par l'État membre dont relève le corps de contrôle et peut être nominative (nominative pour les agents chargés du contrôle des transports des DREAL ou de la DRIEA et en dotation collective pour les autres corps de contrôle). Sa durée de validité est fixée à 5 ans.
Fabricants
Quatre fabricants se disputent actuellement le marché européen des chronotachygraphes numériques à cartes à puces : Continental, Stoneridge, Actia Group, Sara Electronique et Efkon (de).

## Distributeurs en Europe
Outre les fabricants, la distribution et l'entretien des chronotachygraphes sont assurés par des sociétés agréées dans chaque pays. En Belgique, l’entreprise familiale Rauwers, active depuis les années 1920, est un des distributeurs historiques de ces équipements, notamment en partenariat avec Kienzle puis VDO.